# Kill the Flaw
Kill the Flaw es el undécimo álbum de estudio de la banda de metal alternativo estadounidense Sevendust. Es el tercer álbum auto-producido y grabado en el estudio Architekt Music en Butler, Nueva Jersey. Fue lanzado el 2 de octubre de 2015 a través de 7Bros.

## Lanzamiento y promoción
"Thank You" es el primer sencillo del álbum, que está disponible en iTunes y otros medios digitales. El 27 de agosto de 2015, el video con la letra de la canción "Not Today" se puso a disposición para su transmisión a través de MetalSucks.net, MetalInsider.net y Metal Injection, así como a través de todos los minoristas digitales. El 25 de septiembre de 2015, la banda hizo que todo el álbum estuviera disponible para transmisión, una semana antes de su lanzamiento.
Para promover Kill the Flaw, Sevendust ha creado "The Making of Kill the Flaw", una serie de tres episodios web que dan a los fanes una mirada al proceso de creación del álbum. Cada webisodio está lleno de contenido exclusivo, imágenes detrás de escena, entrevistas y adelantos de las canciones del álbum. El primero de los tres webisodios se estrenó el 22 de septiembre. El segundo webisodio se estrenó el 29 de septiembre. El tercer webisodio se estrenó el 7 de octubre.

## Título del álbum
En una entrevista con Loudwire, el líder Lajon Witherspoon describió el significado del título del álbum:

"Es un testimonio de la lucha por la que hemos pasado. Solo estamos tratando de eliminar esos defectos. La gente está tratando de mantenernos abajo y creo que nos ha hecho más fuertes. La canción "Thank You" se remonta a eso. Es la angustia, esforzarnos y motivarnos a seguir".

## Lista de canciones
Todas las canciones escritas y compuestas por Sevendust. 
| N.º | Título                  | Duración |  |
| 1.  | «Thank You»             | 4:27     |  |
| 2.  | «Death Dance»           | 3:39     |  |
| 3.  | «Forget»                | 4:15     |  |
| 4.  | «Letters»               | 3:50     |  |
| 5.  | «Cease and Desist»      | 4:51     |  |
| 6.  | «Not Today»             | 4:42     |  |
| 7.  | «Chop»                  | 4:10     |  |
| 8.  | «Kill the Flaw»         | 3:52     |  |
| 9.  | «Silly Beast»           | 4:43     |  |
| 10. | «Peace and Destruction» | 4:17     |  |
| 11. | «Torched»               | 3:20     |  |

| Bonus track |                  |          |  |
| N.º         | Título           | Duración |  |
| 12.         | «Slave the Prey» | 3:46     |  |

## Posicionamiento en lista
| Lista (2015)                          | Posición |
| ------------------------------------- | -------- |
| Australia (ARIA)                      | 44       |
| Estados Unidos (Billboard 200)        | 13       |
| Estados Unidos (Top Hard Rock Albums) | 2        |
| Estados Unidos (Top Rock Albums)      | 2        |

## Personal
- Lajon Witherspoon – voz
- Clint Lowery – guitarra líder
- John Connolly – guitarra rítmica, coros
- Vinnie Hornsby – bajo
- Morgan Rose – batería, coros